# Wonder (film)
Wonder is een Amerikaanse dramafilm uit 2017 die geregisseerd werd door Stephen Chbosky. De film werd gebaseerd op de gelijknamige jeugdroman van auteur R.J. Palacio. De hoofdrollen worden vertolkt door Jacob Tremblay, Julia Roberts en Owen Wilson. De Nederlandse grimeur Arjen Tuiten ontving een Oscar-nominatie in de categorie Best Hair/Make-up.

## Verhaal
August "Auggie" Pullman is een jongen die geboren werd met het syndroom van Treacher Collins en daardoor regelmatig tijd in het ziekenhuis moet doorbrengen. Met de hulp van zijn ouders Nate en Isabel probeert hij zijn draai te vinden in een nieuwe school.

## Rolverdeling
| Acteur                | Personage               |
| --------------------- | ----------------------- |
| Jacob Tremblay        | August "Auggie" Pullman |
| Julia Roberts         | Isabel Pullman          |
| Owen Wilson           | Nate Pullman            |
| Mandy Patinkin        | Mr. Tushman             |
| Daveed Diggs          | Mr. Browne              |
| Crystal Lowe          | Julian's Mom            |
| Sônia Braga           | Mrs. Russo              |
| Noah Jupe             | Jack Will               |
| Izabela Vidovic       | Olivia "Via" Pullman    |
| Danielle Rose Russell | Miranda Navas           |
| Bryce Gheisar         | Julian                  |

## Productie
In november 2012 werd bekend dat Lionsgate plannen had om de jeugdroman Wonder (2012) van schrijver R.J. Palacio te verfilmen en dat John August het scenario zou schrijven. In mei 2013 werd Jack Thorne in dienst genomen om aan het script te werken en raakte bekend dat August het project verlaten had. In oktober 2014 werd regisseur John Krokidas aan het project gelinkt. Een jaar later werden regisseur Paul King en scenarist Steven Conrad ingehuurd om aan de boekverfilming te werken.
In 2016 kreeg het project definitief vorm. In april en mei 2016 werden Jacob Tremblay en Julia Roberts gecast als hoofdrolspelers en raakte bekend dat Stephen Chbosky de film zou regisseren. In juni 2016 werd Owen Wilson gecast als de vader van het hoofdpersonage.
Op 14 november 2017 ging de film in première in Los Angeles.